# Life After Deaf
Life After Deaf – pierwszy solowy album warszawskiego rapera Pjusa. Ukazał się 5 grudnia 2009 nakładem wytwórni Alkopoligamia.com.
Została także wydana wersja specjalna albumu z dodatkowym dyskiem DVD w limitowanej edycji, na którym znalazł się film dokumentalny o autorze tej płyty oraz teledyski promujące płytę: „Głośniej od bomb” i „Nie mówię szeptem”.
W lipcu 2010 roku album został nominowany do nagrody Superjedynki w kategorii „Płyta hip hop”.

## Lista utworów
Opracowano na podstawie źródła.
| #  | Tytuł                                  | Gościnnie     | Producent         |
| -- | -------------------------------------- | ------------- | ----------------- |
| 1  | „Intro”                                |               |                   |
| 2  | „Fanatyk”                              |               | Głośny            |
| 3  | „Takie buty” + „Głuchy telefon (skit)” | Flow          | Święty            |
| 4  | „Czytam rap”                           |               | Święty            |
| 5  | „Dinozaur”                             |               | Szogun            |
| 6  | „Zawsze żywy”                          | Eldo          | Kixnare           |
| 7  | „Głośniej od bomb” [A]                 |               | Zjawin            |
| 8  | „Scarhead”                             |               | Zjawin            |
| 9  | „Wybieram spokój”                      | Pelson, Włodi | Tha Gooniez       |
| 10 | „Nie mówię szeptem”                    |               | Święty & Tedi Ted |
| 11 | „Z krwi i kości”                       | 2cztery7      | Snobe             |
| 12 | „Nic nie widzę, nic nie słyszę”        | P.I.M.P.      | Głośny            |
| 13 | „Life After Deaf”                      |               | Ten Typ Mes       |
| 14 | „Outro”                                |               |                   |

Notatki
- A^ W utworze wykorzystano sample z piosenki „Pass the Dutchie” w wykonaniu Musical Youth[6].

| Bonus DVD |
| --- |
| 1. Film „Life After Deaf” 2. Film „Life After Deaf” (wersja z napisami) 3. Teledysk „Nie mówię szeptem” 4. Teledysk „Głośniej od bomb” |